# Општина Корбеанка (Илфов)
Корбеанка (рум. Corbeanca) општина је у Румунији у округу Илфов.
Oпштина се налази на надморској висини од 97 m.